# Осень шайеннов
«Осень шайеннов» (англ. Cheyenne Autumn) — кинофильм режиссёра Джона Форда, вышедший на экраны в 1964 году. Эпическая лента, рассказывающая о так называемом исходе северных шайеннов, стала последним вестерном Форда и своеобразной элегией, посвящённой судьбе коренных американцев.
Фильм основан на одноимённой документальной книге Мэри Сандос и на романе Говарда Фаста «Последняя граница». Картина была номинирована на премию «Оскар» за лучшую операторскую работу в цветном фильме (Уильям Клотье) и на премию «Золотой глобус» за лучшую мужскую роль второго плана (Гилберт Роланд).

## Сюжет
1878 год. Племя шайеннов вынуждено обитать в резервации на территории Оклахомы, где нет никаких условий для жизни и люди постоянно голодают. После того, как их прошение о переселении в другое место в очередной раз было проигнорировано правительством, вожди Маленький Волк и Тупой Нож вместе с несколькими сотнями соотечественников снимаются с места и отправляются на север, в родной Вайоминг. Капитан Арчер, командир местного кавалерийского гарнизона, начинает преследование индейцев. В его обязанности входит возвращение их в резервацию, однако, понимая справедливость требований шайеннов, он не горит желанием вступать с ними в бой. Тем временем по стране начинают расползаться поддерживаемые прессой слухи о небывалых злодеяниях индейцев, якобы уничтожающих всё на своём пути. Напряжение между армией и шайеннами нарастает...

## В ролях
- Ричард Уидмарк — капитан Томас Арчер
- Кэрролл Бейкер — Дебора Райт
- Карл Молден — Карл Вессельс
- Сэл Минео — Красная Рубашка
- Долорес дель Рио — испанка
- Рикардо Монтальбан — Маленький Волк
- Гилберт Роланд — Тупой Нож
- Джеймс Стюарт — Уайатт Эрп
- Эдвард Г. Робинсон — Карл Шурц
- Артур Кеннеди — Док Холидей
- Патрик Уэйн — лейтенант Скотт
- Элизабет Аллен — мисс Плантагенет
- Джон Кэррадайн — Джефф Блэр
- Виктор Джори — Высокое Дерево
- Майк Мазурки — сержант Станислав Вичовски
- Джордж О'Брайен — майор Брэйден
- Денвер Пайл — сенатор Генри (в титрах не указан)